# Lena Rivers (film 1914 Cosmos)
Lena Rivers è un film muto del 1914. Il nome del regista non viene riportato nei credit del film.

La sceneggiatura si basa sull'omonimo romanzo di Mary Jane Holmes pubblicato a New York nel 1856 e sul lavoro teatrale dallo stesso titolo di Beulah Poynter.

## Trama
A Boston, Helena Nichols incontra Harry Rivers Graham, un aristocratico del sud che si fa chiamare solo Harry Rivers. I due si sposano e hanno una figlia, Lena. Harry, però tiene segreto il matrimonio alla sua famiglia del Kentucky. Dopo una rissa in un bar nella quale ci scappa il morto, Harry viene ritenuto responsabile dell'omicidio. Poiché viene arrestato come Graham, a Helene non giunge notizia di quell'arresto e crede che il marito l'abbia abbandonata. Torna così nella sua città natale con la piccola Lena, andando a vivere con la nonna Nichols ma, ben presto, muore con il cuore spezzato.

Harry, nel frattempo, è fuggito di prigione e torna a casa per trovare moglie e figlia scomparse. Torna nel Kentucky dove sposa, nascondendo a tutti il suo primo matrimonio, Lucy Belmont, una ricca vedova con un figlio, Durward.

Passano gli anni. Lena, ormai cresciuta si trasferisce insieme alla nonna nel Kentucky, dove vive lo zio John Nichols. Durwand, ormai giovanotto, si innamora di lei e la presenta al patrigno che capisce che quella è sua figlia. L'interesse di Harry per la ragazza suscita la gelosia di Durwand e di Lucy che interpretano male l'affetto dell'uomo per Lena. Anche se Harry ha giurato alla figlia di tenere il segreto sul loro vero rapporto, alla fine confessa la verità per salvare la reputazione della ragazza. La rivelazione di Harry porta alla sua riconciliazione con Lucy e a quella tra Lena e Durward.

## Produzione
Il film fu prodotto dalla Cosmos Feature Film Corporation.

## Distribuzione
Il copyright del film, richiesto dalla Cosmos, fu registrato il 5 ottobre 1914 con il numero LP3521.

Distribuito dalla Cosmos Feature Film Corporation, il film uscì nelle sale statunitensi il 15 ottobre 1914.

### Conservazione
Copia completa della pellicola si trova conservata nell'UCLA Film And Television Archive di Los Angeles.